# 3158 Anga
3158 Anga este un asteroid din centura principală, descoperit pe 24 septembrie 1976 de Nikolai Cernîh.